# The Art of War (2008)
The Art of War is het vierde muziekalbum van de Zweedse metalband Sabaton, uitgebracht in 2008.
De nummers gaan vooral over slagen die tijdens de eerste Wereldoorlog en Tweede Wereldoorlog werden geleverd. Het titelnummer is gebaseerd op het gelijknamige boek van Sun Tzu.

## Nummers
1. "Sun Tzu Says" - Een korte introductie van het album
2. "Ghost Division" - Het eerste echte nummer, over Rommel's tankdivisie tijdens de invasie van Frankrijk
3. "the Art of War" - Een nummer over het boek van Sun Tzu
4. "40:1" - Een nummer over de slag bij Wizna, Polen
5. "Unbreakable" - Eveneens een nummer over het boek van Sun Tzu
6. "the Nature of Warfare" - Midtro
7. "Cliffs of Gallipoli" - Een nummer over de slag om Gallipoli, Turkije in de Eerste Wereldoorlog
8. "Talvisota" - Over de Finse Winteroorlog in de Tweede Wereldoorlog
9. "Panzerkampf" - Een nummer over de slag om Koersk
10. "Union (Slopes of St. Benedict)" - Een ode aan de slag om Monte Cassino tijdens WOII
11. "the Price of a Mile" - Over de slag bij Passendale en het nutteloze doden in de oorlog
12. "Firestorm"- Een nummer over het voorlaatste hoofdstuk van het boek
13. "a Secret" - Outro

## Bandleden
- Joakim Brodén - Zang
- Rikard Sundén - Gitaar
- Oskar Montelius - Gitaar
- Pär Sundström - Basgitaar
- Daniel Mullback - Drums
- Daniel Myhr - Keyboards